# 源氏物語新釈
『源氏物語新釈』（げんしものがたりしんしゃく）とは、源氏物語の注釈書である。

## 概要
江戸時代の国学者賀茂真淵の著書。複雑な成立過程を持っているものと考えられており、跋文によれば1758年（宝暦8年）4月6日完成とされるが「惣考」などを含めた全体が完成したのは1762年（宝暦12年）ころの完成とされる。国学者による『源氏物語』の注釈書としては初期の代表的なものの一つである。
本書は元々は、真淵が手元にあった『湖月抄』に書き入れていたさまざまな注釈を抜き出して独立した注釈書にしたものとされている。跋文によると賀茂真淵の主家であった田安家の命によって数年かけて完成させたとされるが、このとき主家の命によって出来たのはこの後田安家に伝来することとなった湖月抄に自身の注釈を書き入れただけのものであって、現在見られる独立した注釈書としての『源氏物語新釈』は真淵がその後数年かけて完成させたものであるとする説もある。

## 構成
本書は『源氏物語』54巻それぞれに対応した54巻54冊（21冊本、32冊本、36冊本もある）からなるが、賀茂真淵には『源氏物語』についての著作として、本書の他に、
- 作品・作意にわたる総説である『源氏物語新釈惣考』[3][4]
- 桐壺・帚木・空蝉巻の補足的な注釈である『源氏物語新釈別記』（桐壺だけを内容とした『桐壺別記』と題する写本もある）

があり、本書とこれらを合冊して『源氏物語新釈』と題した伝本もあるため、これらも含めて『源氏物語新釈』とすることもある。

## 内容
惣考=総論では、形式・内容共に1703年（元禄16年）9月の成立の安藤為章による『紫家七論』の影響を多く受けており、「源氏」（源氏姓の位置づけ）、「物語ふみ」（物語の趣意）、「此ふみ書けるひと」（紫式部の呼称の由来、紫式部が作者であること、源氏物語執筆の動機についてなど）、「氏やから」、「出てつかうまつれるとき」、「学のさえ」、「用意」、「ふみのさま」、「本意」の9項目に分かれている。
各巻の注釈では、契沖の『源注拾遺』の後を受けているが、『古今和歌集』、『新古今和歌集』等の旧注までの時代の源氏学において典拠として重んじられた古典よりさらに古い時代の『日本書紀』、『万葉集』といった国学者たちが重んじた古典の用例にさかのぼりながら語釈を試みる点や、その言葉がどのような文脈で使われているのかという、文脈全体に細心な注意を払っている点などに著者の独自性が見られる。 

## 本文
主な写本として、内閣文庫本、宮内庁書陵部本（寛政8年書写）、尊経閣文庫本、桃園文庫本、天理図書館本などがある。
- 吉沢義則著『対校源氏物語新釈』全6巻、平凡社、1937年（昭和12年）から1939年（昭和14年）9月。1952年（昭和27年）平凡社から復刻、1971年（昭和46年）国書刊行会から復刻
- 國學院編輯部編賀茂百樹校訂『賀茂真淵全集 巻5巻 源氏物語新釈』吉川弘文館、1903年（明治36年）から1906年（明治39年）。
國學院大學所蔵本
- 佐佐木信綱監修賀茂百樹校訂『増訂 賀茂真淵全集 巻8巻 源氏物語新釈』吉川弘文館、1927年
- 久松潜一 監修『賀茂真淵全集 巻13 源氏物語新釈』続群書類従完成会、1979年（昭和54年）11月
源氏物語別記、源氏物語新釈惣考、源氏物語新釈例、源氏物語新釈（桐壺、帚木、空蝉、夕顔、若紫、末摘花、紅葉賀、花宴、葵、賢木、花散里、須磨、明石、澪標、蓬生、関屋）
- 久松潜一 監修『賀茂真淵全集 巻14 源氏物語新釈』続群書類従完成会、1982年（昭和57年）4月
源氏物語新釈（絵合、松風、薄雲、朝顔、少女、玉鬘、初音、胡蝶、蛍、常夏、篝火、野分、行幸、藤袴、真木柱、梅枝、藤裏葉、若菜）
- 「源氏物語新釈」秋山虔監修島内景二・小林正明・鈴木健一編集『批評集成・源氏物語 第1巻 近世前期篇 源氏物語評釈』 ゆまに書房、1999年（平成11年）5月、pp.. 241-256。 ISBN 4-89714-631-3
惣考のみ